# Karpoori Thakur

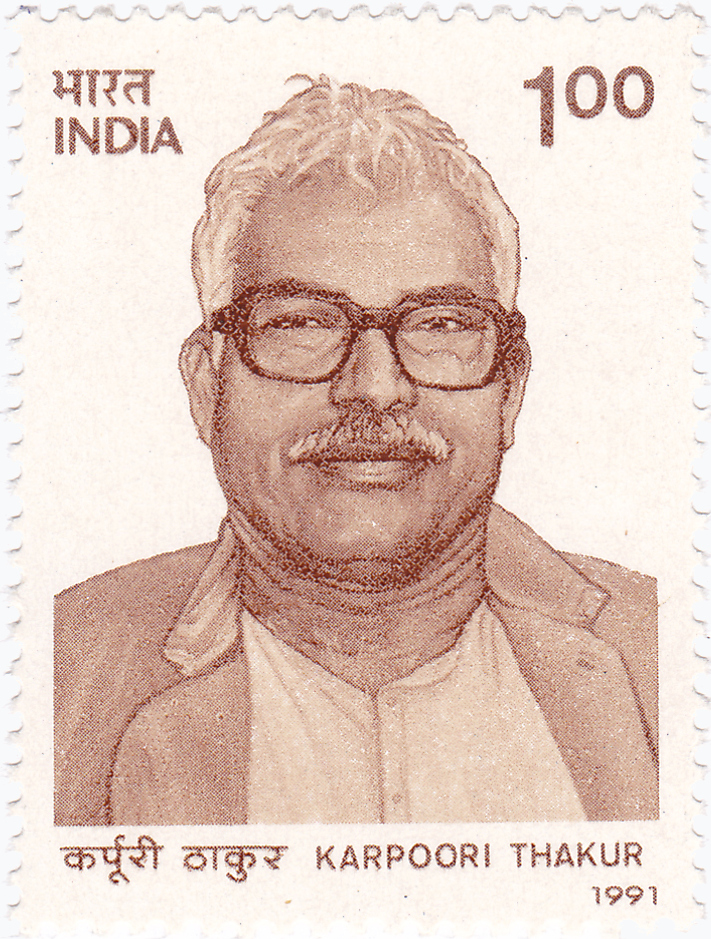
Karpoori Thakur auf einer 1991 herausgegebenen Briefmarke der India Post

Jan Nayak Karpoori Thakur (Hindi: कर्पूरी ठाकुर; Malayalam: കർപൂരി ഠാക്കൂർ; Tamil: கர்ப்பூரி தாக்கூர்; * 24. Januar 1924 in Pitaunjhia, Distrikt Samastipur, Provinz Bihar und Orissa, Britisch-Indien, heute: Bihar; † 18. Februar 1988 in Patna, Bihar) war ein indischer Politiker der Bharatiya Kranti Dal sowie später der Janata Party (JNP), der von 1970 bis 1971 sowie erneut zwischen 1977 und 1979 Chief Minister von Bihar sowie zudem Mitglied der Lok Sabha war.

## Leben
Jan Nayak Karpoori Thakur, Sohn von Gokul Thakur, begann nach dem Besuch der Upper Primary School, Pitaujia Middle English School in Tajpur sowie der Tirhut Academy in Samastipur ein grundständiges Studium am Chandradhari Mithila College in Darbhanga, das er jedoch ohne Abschluss abbrach. Er war zwischen 1935 und 1940 Bibliothekar der Jugendbibliothek in seinem Geburtsort Pitaunjhia sowie zwischen 1937 und 1940 Mitglied des Studentenverbandes. Zu Beginn der 1940er Jahre begann er sein politisches Engagement in der Congress Socialist Party (CSP) sowie in der von Mohandas Karamchand Gandhi 1942 ausgerufenen Quit-India-Bewegung. Aufgrund seiner Tätigkeiten wurde er 1943 festgenommen und befand sich daraufhin 26 Monate lang in Haft. Nach seiner Haftentlassung war er von 1945 bis 1947 Sekretär der Congress Socialist Party im Distrikt Darbhanga sowie anschließend zwischen 1948 und 1952 Sekretär der Sozialistischen Partei Indiens (SPI) in Bihar. Zudem engagierte er sich 1947 zuerst als Vizesekretär sowie danach von 1948 bis 1952 als Sekretär der Kleinbauernbewegung Pradeshik Kisan Sabha in Bihar. Nach dem Zusammenschluss der Sozialistischen Partei von Jayaprakash Narayan, Narendra Deva und Basawon Singh mit der Kisan Mazdoor Praja Party von Jivatram Bhagwandas Kripalani im September 1952 trat er der daraus entstandenen Praja Socialist Party (PSP) bei und war Sekretär der PSP sowie Mitglied des Nationalen Arbeitskomitee der PSP.
1952 wurde Thakur erstmals Mitglied der Legislativversammlung (Vidhan Sabha), des Unterhauses des Parlaments des Bundesstaates Bihar, und gehörte diesem bis 1972 an. 1964 verließ er die PSP und trat der daraus hervorgegangenen Splitterpartei Samyukta Socialist Party (SSP) bei, die sich aber 1972 wieder mit der PSP vereinigte. Er war Vorsitzender der SSP in Bihar und fungierte 1967 als stellvertretender Chefminister, Bildungsminister sowie Finanzminister in der von Chief Minister Mahamaya Prasad Sinha geführten Bundesstaatsregierung von Bihar. Er war ferner zwischen 1969 und 1971 Vorsitzender der All-India Samyukta Socialist Party. Als Nachfolger von Daroga Prasad Rai vom Indischen Nationalkongress (INC) wurde er am 22. Dezember 1970 erstmals selbst Chief Minister von Bihar und bekleidete dieses Amt bis zum 1. Juni 1971, woraufhin Bhola Paswan Shastri vom INC seine Nachfolge antrat. Er war anschließend zwischen 1972 und 1973 noch Mitglied des Nationalkomitees der Samyukta Socialist Party und wechselte 1974 zu der von Chaudhary Charan Singh gegründeten Indischen Volkspartei BLD (Bharatiya Lok Dal).
Bei der Parlamentswahl vom 16. bis 20. März 1977 wurde Karpoori Thakur für die Janata Party (JNP), die aus der BLD, der Bharatiya Jana Sangh (BJS) sowie der Indian National Congress (Organisation) (INC(O)) entstanden war, für den in Bihar liegenden Wahlkreis Samastipur zum Mitglied der Lok Sabha gewählt, des Unterhauses des indischen Parlaments (Bhāratīya saṃsad). Am 24. Juni 1977 legte er dieses Mandat jedoch nieder und wurde als Nachfolger von Jagannath Mishra nach einer zwischenzeitlichen sogenannten Präsidialverwaltung (President’s rule) zum zweiten Mal Chief Minister von Bihar. Er verblieb in dieser Funktion bis zum 20. April 1979, woraufhin sein parteiinterner Rivale Ram Sundar Das seine Nachfolge antrat.
Aus seiner Ehe mit Shrimati Phuleshwari Devi gingen zwei Söhne und eine Tochter hervor. Ihm zu Ehren wurde die Rechtswissenschaftliche Hochschule Jan Nayak Karpuri Thakur Vidhi Mahavidyalaya in Buxar sowie die Medizinische Hochschule Jannayak Karpoori Thakur Medical College in Madhepura benannt.